# Spadajcie, hejterzy!
Spadajcie, hejterzy! – amerykański serial telewizyjny (komedia) wyprodukowany przez McCreery-Rein, Brightlight Pictures oraz The Firm, którego twórcami są Colleen Ballinger i Chris Ballinger.

Wszystkie odcinki pierwszego sezonu zostały udostępnione 14 października 2016 roku równocześnie na stronie internetowej platformy Netflix. Premiera 2. sezonu odbyła się 20 października 2017.
1 grudnia 2017 roku, platforma Netflix ogłosiła zakończenie produkcji serialu po dwóch sezonach.

## Fabuła
Serial opowiada o życiu Mirandy Sings, dziwnej dziewczyny, która uważa, że posiada talent muzyczny, ale nikt jej nie rozumie.

## Obsada

### Główna
- Colleen Ballinger jako Miranda Sings
- Angela Kinsey jako Bethany[4]
- Steve Little jako Jim[4]
- Erik Stocklin jako Patrick Mooney[5]
- Francesca Reale jako Emily
- Matt Besser jako ojciec Mirandy

### Drugoplanowe
- Chaz Lamar Shepherd jako Keith
- Dylan Playfair jako Owen Trent
- Harvey Guillen jako Harvey
- Lindsay Navarro jako Kleigh
- Rachelle Gillis jako April

## Odcinki
| Sezon | Odcinki | Oryginalna emisja w Netflix | Oryginalna emisja w Netflix | Oryginalna emisja w Polsce | Oryginalna emisja w Polsce | Oryginalna emisja w Polsce |
| Sezon | Odcinki | Premiera sezonu             | Finał sezonu                | Premiera sezonu            | Finał sezonu               |                            |
| ----- | ------- | --------------------------- | --------------------------- | -------------------------- | -------------------------- | -------------------------- |
| 1     | 8       | 14 października 2016        | 14 października 2016        | 14 października 2016       | 14 października 2016       |                            |
| 2     | 8       | 20 października 2017        | 20 października 2017        | 20 października 2017       | 20 października 2017       |                            |

### Sezon 1 (2016)
| Nr | # | Tytuł                          | Reżyseria      | Scenariusz                                                    | Premiera w Netflix   | Premiera w Polsce    |
| -- | - | ------------------------------ | -------------- | ------------------------------------------------------------- | -------------------- | -------------------- |
| 1  | 1 | Uploding my Fist Video         | Andrew Gaynord | Colleen Ballinger, Chris Ballinger, Gigi McCreery, Perry Rein | 14 października 2016 | 14 października 2016 |
| 2  | 2 | Preeching 2 the Chior          | Andrew Gaynord | Justin Varava                                                 | 14 października 2016 | 14 października 2016 |
| 3  | 3 | Netwerking at the Nursing Home | Andrew Gaynord | Russ Woody                                                    | 14 października 2016 | 14 października 2016 |
| 4  | 4 | Rod Trip With My Uncle         | Todd Rohal     | Colleen Ballinger, Chris Ballinger                            | 14 października 2016 | 14 października 2016 |
| 5  | 5 | Staring in a Musicall          | Todd Rohal     | Gigi McCreery, Perry Rein                                     | 14 października 2016 | 14 października 2016 |
| 6  | 6 | Becuming a Magichin            | Andrew Gaynord | Justin Varava, Russ Woody                                     | 14 października 2016 | 14 października 2016 |
| 7  | 7 | Starr off the Parade           | Andrew Gaynord | Gigi McCreery, Perry Rein                                     | 14 października 2016 | 14 października 2016 |
| 8  | 8 | i’m famous                     | Andrew Gaynord | Colleen Ballinger, Chris Ballinger                            | 14 października 2016 | 14 października 2016 |

### Sezon 2 (2017)
| Nr | #  | Tytuł                        | Reżyseria       | Scenariusz                         | Premiera w Netflix   | Premiera w Polsce    |
| -- | -- | ---------------------------- | --------------- | ---------------------------------- | -------------------- | -------------------- |
| 1  | 9  | I’m gunnna be an legend”     | Brian Dannelly  | Colleen Ballinger, Chris Ballinger | 20 października 2017 | 20 października 2017 |
| 2  | 10 | Getting Condomsated 4 My Ad” | Brian Dannelly  | Justin Varava                      | 20 października 2017 | 20 października 2017 |
| 3  | 11 | „Exposing My Impostr”        | Steven Tsuchida | Gigi McCreery, Perry Rein          | 20 października 2017 | 20 października 2017 |
| 4  | 12 | „Modelling at the Hospital”  | Steven Tsuchida | Gigi McCreery, Perry Rein          | 20 października 2017 | 20 października 2017 |
| 5  | 13 | „My 1rst bae”                | Benjamin Berman | Colleen Ballinger, Chris Ballinger | 20 października 2017 | 20 października 2017 |
| 6  | 14 | „Makeen the News”            | Benjamin Berman | Justin Varava                      | 20 października 2017 | 20 października 2017 |
| 7  | 15 | „My theem park”              | Steven Tsuchida | Gigi McCreery, Perry Rein          | 20 października 2017 | 20 października 2017 |
| 8  | 16 | „Broadway or buts”           | Steven Tsuchida | Colleen Ballinger, Chris Ballinger | 20 października 2017 | 20 października 2017 |

## Produkcja
15 stycznia 2016 roku platforma Netflix zamówiła pierwszy sezon serialu, w którym główną rolę zagra Colleen Ballinger.
W marcu 2016 roku ogłoszono, że w serialu zagra Erik Stocklin jako Patrick Mooney.
Na początku kwietnia 2016 roku poinformowano, że do serialu dołączyli: Angela Kinsey i Steve Little.
16 grudnia 2016 roku platforma Netflix ogłosiła przedłużenie serialu o drugi sezon.